# Notopteris neocaledonica
Notopteris neocaledonica is een vleermuis uit het geslacht Notopteris die voorkomt op de noordelijke helft van het eiland Nieuw-Caledonië. Op de zuidelijke helft van het eiland, waar veel maquis voorkomt en minder grotten zijn, is de soort niet bekend. Deze soort is nauw verwant aan de andere soort van zijn geslacht, N. macdonaldi en wordt soms als een ondersoort daarvan gezien. Beide soorten eten nectar en slapen in grotten. In complete duisternis kan deze vleermuis geen obstakels ontwijken (zoals de meeste vleerhonden hebben ze geen echolocatie), maar hij kan zeer goed manoeuvreren tijdens het vliegen; hij kan bijvoorbeeld ook verticaal vliegen.
Net als N. macdonaldi is N. neocaledonica een kleine, kakikleurige vleermuis met een lange staart en een lange bek. N. neocaledonica is nog iets kleiner dan N. macdonaldi. De kop-romplengte bedraagt 93 tot 101 mm, de staartlengte 43,5 tot 54,0 mm, de voorarmlengte 58 tot 60 mm, de tibialengte 30 tot 34 mm en de oorlengte 14 tot 15 mm.
Notopteris macdonaldi · Notopteris neocaledonica